# Metapachyloides almeidai
Metapachyloides almeidai is een hooiwagen uit de familie Gonyleptidae.